# The Honor of Lady Beaumont
The Honor of Lady Beaumont  è un cortometraggio muto del 1913 diretto da O.A.C. Lund.

## Trama
Un'aristocratica signora inglese gioca con i sentimenti di un suo innamorato. Lui le girerà le spalle trovando altrove la felicità.

## Produzione
Il film fu prodotto dall'Eclair American.

## Distribuzione
Distribuito dall'Universal Film Manufacturing Company, il film - un cortometraggio in due bobine - uscì nelle sale cinematografiche USA il 6 agosto 1913.